# کوسکوس خاکی
کوسکوس خاکی (نام علمی: Phalanger gymnotis) نام یک گونه از سرده پره‌کیسه‌دارها است.